# Mistrzostwa świata juniorek w hokeju na lodzie
Mistrzostwa świata do lat 18 w hokeju na lodzie kobiet (inaczej Mistrzostwa świata juniorek w hokeju na lodzie) – międzynarodowy turniej hokeja na lodzie organizowany przez IIHF corocznie od 2008 r., mający na celu wyłonienie najlepszej żeńskiej reprezentacji na świecie w kategorii do lat 18.
W mistrzostwach świata elity uczestniczy 8 drużyn podzielonych na dwie 4-zespołowe grupy. Polki dotychczas nie uczestniczyły w mistrzostwach elity.

## Edycje
| Rok i miejsce turnieju elity | Złoto                               | Srebro                              | Brąz                                |
| 2008 Calgary                 | USA                                 | Kanada                              | Czechy                              |
| 2009 Füssen                  | USA                                 | Kanada                              | Szwecja                             |
| 2010 Chicago                 | Kanada                              | USA                                 | Szwecja                             |
| 2011 Sztokholm               | USA                                 | Kanada                              | Finlandia                           |
| 2012 Zlin, Przerów           | Kanada                              | USA                                 | Szwecja                             |
| 2013 Heinola, Vierumäki      | Kanada                              | USA                                 | Szwecja                             |
| 2014 Budapeszt               | Kanada                              | USA                                 | Czechy                              |
| 2015 Buffalo                 | USA                                 | Kanada                              | Rosja                               |
| 2016 St. Catharines          | USA                                 | Kanada                              | Szwecja                             |
| 2017 Zlin, Przerów           | USA                                 | Kanada                              | Rosja                               |
| 2018 Dmitrow                 | USA                                 | Szwecja                             | Kanada                              |
| 2019 Obihiro                 | Kanada                              | USA                                 | Finlandia                           |
| 2020 Bratysława              | USA                                 | Kanada                              | Rosja                               |
| 2021                         | Odwołane z powodu pandemii COVID-19 | Odwołane z powodu pandemii COVID-19 | Odwołane z powodu pandemii COVID-19 |
| 2022 Hrabstwo Dane           | Kanada                              | USA                                 | Finlandia                           |
| 2023 Östersund               | Kanada                              | Szwecja                             | USA                                 |
| 2024 Zug                     | USA                                 | Czechy                              | Kanada                              |
| 2025 Vantaa                  | Kanada                              | USA                                 | Czechy                              |
| 2026 Nowa Szkocja            |                                     |                                     |                                     |

## Rekordy
- Największą widownię zgromadził mecz finałowy pomiędzy USA i Kanadą, rozegrany 15 stycznia 2016 na lodowisku w St. Catharines, gdy na trybunach zasiadło 5516 widzów.
- Najskuteczniejszą zawodniczką w klasyfikacji kanadyjskiej jest Amanda Kessel, która w 10 meczach zdobyła 30 punktów (10 goli i 20 asyst)